# Banff Nemzeti Park
A Banff Nemzeti Park (angolul Banff National Park, ejtése [ˈbæmf]; franciául Parc national de Banff) Kanada első nemzeti parkja, amelyet 1885-ben alapítottak. A park Albertában fekszik, és egyike a kanadai Sziklás-hegység nemzeti és tartományi parkjainak, amelyek a világörökség listájára kerültek. Területe 6641 km², alpesi hegységek, tavak százai, hatalmas jégmezők, gleccserek, számtalan folyó és patak jellemzi. A Banffot északról a Jasper Nemzeti Park, nyugatról a Yoho Nemzeti Park és délről a Kootenay Nemzeti Park határolja. A Transzkanada főútvonal áthalad a park területén. A nemzeti parkban több mint huszonöt 3000 méternél magasabb hegycsúcs található.
A Banff Nemzeti Park neve korábban Sziklás-hegység Park (Rocky Mountains Park) volt, és alapításának elsődleges célja a Sulphur-hegységben található meleg ásványvízforrások védelme volt mindössze 26 km²-en. A park területét fokozatosan növelték, és nevét 1930-ban Banffra változtatták. Az I. és II. világháborúban a park területén különböző táborok működtek. Az első világháború alatt egy internálótábor volt a Castle-hegyen, ahol német, osztrák, ukrán és magyar emigránsok éltek. A második világháború alatt a park területén börtöntábort működtettek.
A kanadai Sziklás-hegységet üledékes kőzetek alkotják, mint a pala, a homokkő, a mészkő és a kvarcitok. A Banff geológiai alakja a földtörténeti kor jura időszakában alakult ki. Két legfontosabb hegylánca a Rundle- és a Temple-hegység. A hegységek aránylag fiatalok, mindössze 80-120 millió évvel ezelőtt emelkedtek ki. A tájat a továbbiakban az erózió alakította, nem utolsósorban a jégkorszaki erózió, amely széles, U alakú völgyeket vájt a hegyláncok közé. A hegységben napjainkban is számtalan gleccser és jégmező található. A legnagyobb jégmezők közé tartozik a Wapta és a Waputik, mindkettő a Banff és a Yoho Nemzeti Park határán terül el. A Wapta területe megközelítőleg 80 km², s a Nagy Kontinentális Vízválasztó Banff felőli oldalán több gleccserre szakad. A Banff északi részén fekvő Columbia-jégmező Észak-Amerika legnagyobb jégmezője, 325 km² területű.

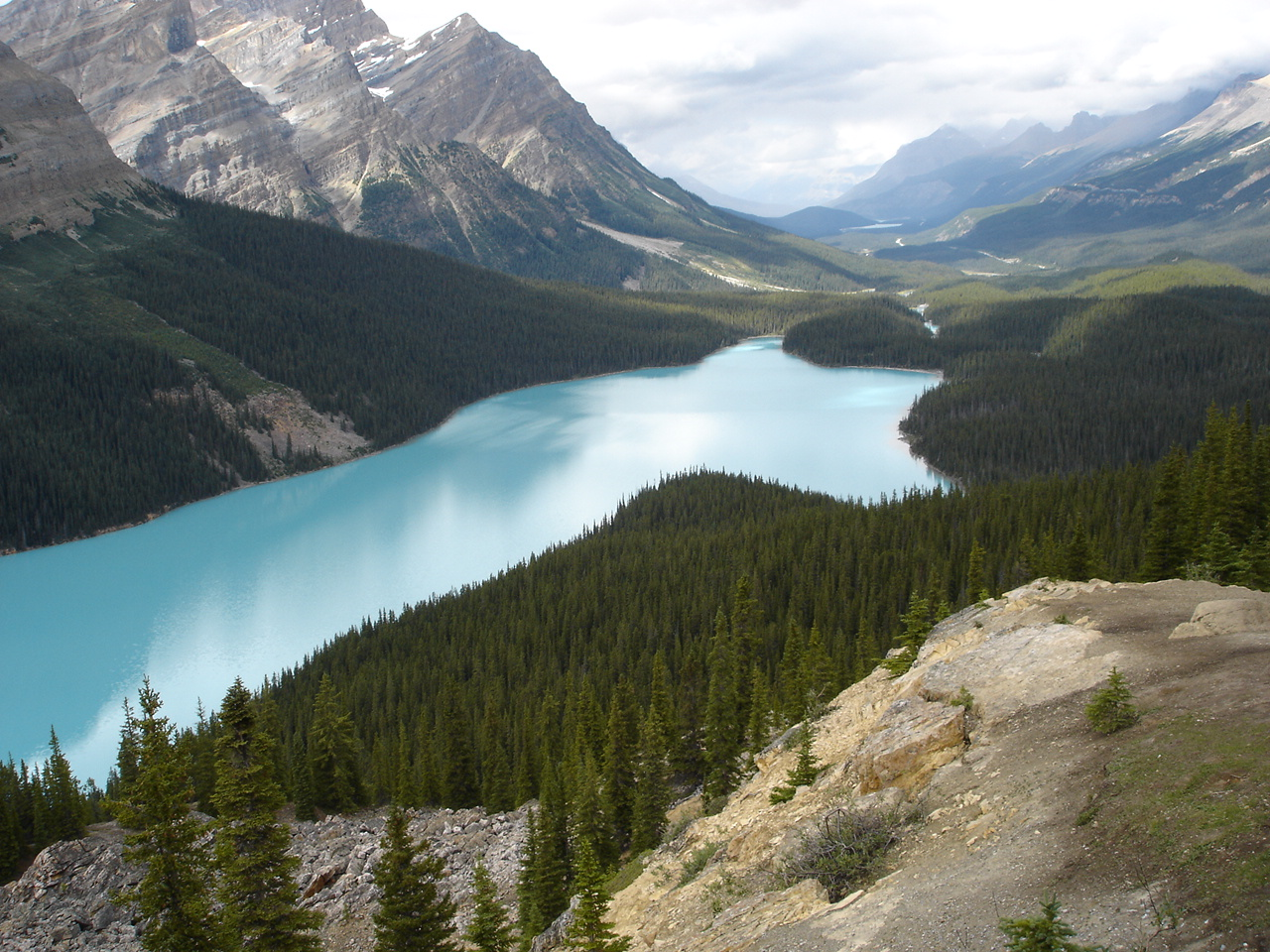
Egy gleccsertó, a Peyto-tó

Három éghajlati öv, az alpesi, szubalpesi és hegyvidéki határozza meg a növényzet jellegét. A magashegységi, fátlan övezettől az alacsonyabb, különböző fenyőfajokból álló erdőkig és füves területekig a növényzet rendkívül változatos. Emlős-, madár- és egyéb állatfajok százai élnek itt, közülük néhány már a kihalás szélén áll kis létszáma vagy más okok miatt. A Banff Nemzeti Park egyike a leglátogatottabb nemzeti parkoknak a világon, és a sok turista hatalmas károkat okoz a park élővilágában. A parkon átvezető főutakon évente állatok (medvék, szarvasok) ezreit gázolják halálra. A parkok határához közeli építkezések, vadászati tevékenységek is sok kárt okoznak a határokat nem ismerő állatok számára.